# 日本武尊
小碓尊（日语：／〔〕 Woutsu no mikoto），號日本武尊（日语：／ Yamatotakeru no mikoto，倭建命，景行天皇12年—景行天皇41年），是日本彌生時代的人物。《常陸國風土記》作倭武天皇。傳說他力大無窮，善用智謀，於景行天皇期間東征西討，為倭王權開疆擴土。最後雖英年早逝，而無繼承皇位，但子嗣為今日天皇之直系祖先。

## 生平與傳說

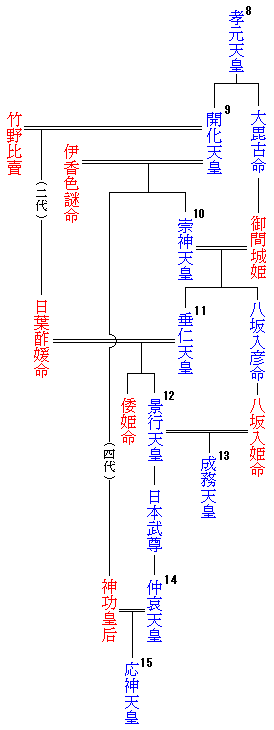
八代 - 十五代天皇系譜

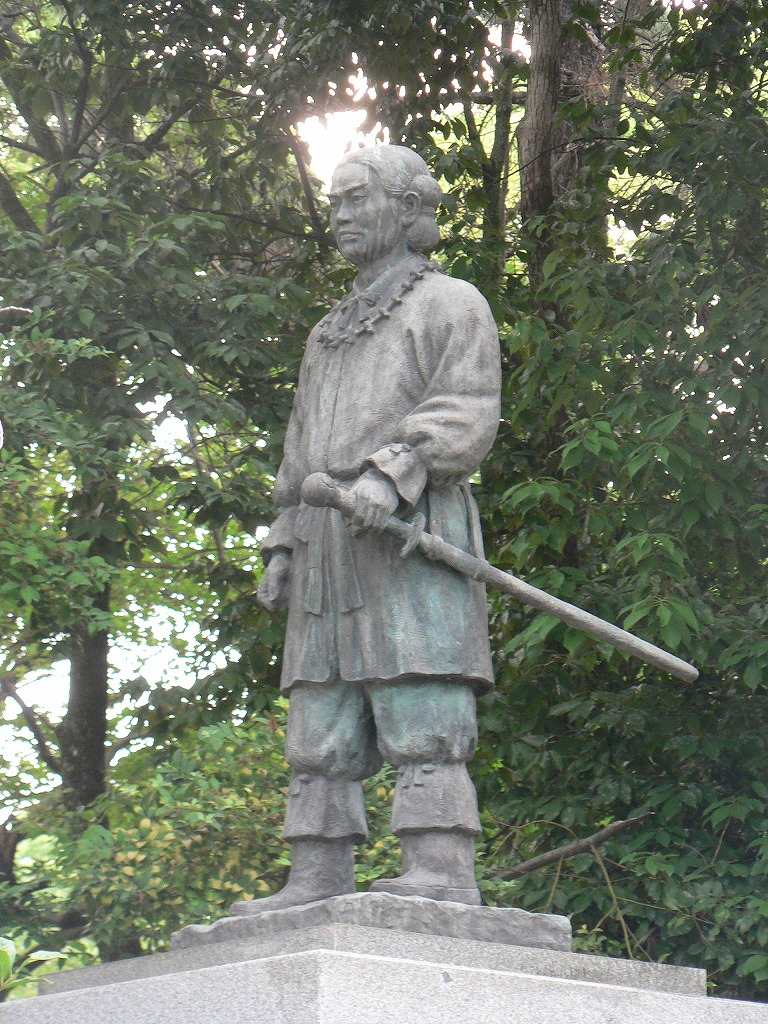
大阪府堺市大鳥大社的日本武尊像

根據《日本書紀》記載，景行天皇與皇后稻日大郎姬生有一對雙胞胎，兄名大碓皇子（《古事記》作大碓命），弟名小碓尊（《古事記》作小碓命），其中小碓尊身材魁梧，能獨立扛起一座鼎。
據《古事記》記載，小碓尊十六歲時，有次景行天皇問他為何其兄不與他共餐，並命他勸大碓皇子。然而過了五天，大碓皇子仍未出現。於是景行天皇再度詢問小碓尊其兄情況如何，小碓尊答說他已經勸說過了，天皇再問他如何勸說大碓皇子，小碓尊則說他趁皇子清早起床如廁時，將他抓住並折斷其頭部與四肢，然後用草蓆裹住屍身丟棄他處1。景行天皇聽完小碓尊一番話後，對於他的暴行大為驚恐，便令他遠離皇宮，前往西方討伐熊襲的川上梟帥。

### 討伐熊襲
小碓尊受命後，打聽到美濃國有神射手弟彥公，於是派人找他，並將劍藏入懷中後出發執行詔命。
到了川上梟帥家，發現他家外剛建好三層房舍，並準備大開筵席慶祝。於是小碓尊趁人多混雜時混到其旁邊，並在筵席當天假扮成少女，隨其他侍女進入兩兄弟家中。入室後，川上梟帥看上扮成少女的小碓尊，便將其帶到房間，陪他宴樂。當川上梟帥快醉倒時，小碓尊趁勢取出懷裡的短劍，朝他胸口刺入。
這時瀕死的川上梟帥請求小碓尊讓他說完遺言，小碓尊同意後，川上梟帥便問他是誰，小碓尊答說：「我是大足彥天皇的兒子，叫做日本童男。」熊建聽完後，嘆說西國無人能比兩兄弟，但大倭國居然有人比我們兄弟強壯，於是贈與小碓尊「日本武皇子」（《古事記》作倭建御子）。從此，小碓尊被稱作日本武尊（《古事記》作倭建命）。
日本武尊殺死川上梟帥後，命弟彥公斬殺餘黨，即返回京城。途中，山神、河神與穴戶神等神祇與他同行拜見天皇。

### 擊殺出雲建
根據《古事記》記載，日本武尊返京前經過出雲國，打算殺掉出雲建。於是，他蓄意與後者結交，並將身上配置的換成假刀，然後利用兩人在肥河洗頭時，向出雲建提議換刀。之後，日本武尊故意提出比劍的建議，於是兩人便用對手的刀進行比試。由於出雲建佩帶的是對手的假刀，因此比試時拔不出來，這時日本武尊拔出出雲建的刀，一刀砍死了對手。殺了出雲建後，日本武尊唱歌悲嘆他的愚蠢，並於回京後將一切事蹟稟報天皇。

### 東征
景行天皇四十年時，東國有蝦夷騷動，天皇便令日本武尊前去討伐，並命吉備武彥與大伴武日連兩人與之隨行4。於是當年十月，日本武尊動身往東，並先前往伊勢神宮參拜，期間，倭姬命將天叢雲劍交付給他5。之後，他行經尾張國，借住宮簀媛（《古事記》作美夜受姬）家，兩人日久生情，決定返國時結婚。
隔年，日本武尊抵達駿河國6，而當地有人騙他說此地生有許多麋鹿，而日本武尊也聽信他的話，跑到原野上尋找野獸。於是，這人便放火焚燒原野，打算趁機殺掉日本武尊。日本武尊發現情勢不妙，連忙拔出天叢雲劍，一邊以劍砍草開路一邊逃跑，最終才得以倖免7。從此，天叢雲劍又被稱作草薙劍。等到逃出後，日本武尊找到欺騙他的人之躲藏處，將其全部殺光。
之後，日本武尊來到相模國，並搭船前往上總國。當船行經半路時，突然刮起暴風，使得船隻飄蕩而無法前行。這時武尊之妻弟橘媛說這是因為海神想打翻武尊搭乘船，而她願意跳入海中為他犧牲。於是弟橘媛跳入海中，暴風立刻停止，船隻才得以在上总国靠岸。上岸后日本武尊对弟橘媛惋惜不已而唱和歌。
古事记里还记载了弟橘媛跳入水中的时候因回想起日本武尊在遭受火攻时温柔照顾自己的样子而唱的和歌。
而後，日本武尊從上總國進入陸奧國，並將大鏡子掛在船上，由海路進入蝦夷境內。這時蝦夷的領袖島津神、國津神從海岸上眺望日本武尊的船隻，被他的氣勢震懾到，於是拋棄武器前去拜見他，並問他是誰，日本武尊便說：「我是當今人神的兒子！」於是蝦夷人全部投降，日本武尊則赦免他們的罪行。
平定蝦夷後，日本武尊輾轉來到甲斐國，在此宴樂時，因舉蠟燭的侍者答應妥帖，便封他為東國國造。之後又北上至上野國，並西行至碓日阪。在此，他與吉備武彥分道，吉備武彥前去越地，以考察當地地理環境與人民生活，日本武尊則前往信濃。信濃國群山遍佈，日本武尊只能穿梭其中，靠打獵果腹。某天，山神化身成白鹿出現在日本武尊眼前，他立即獵捕該鹿，這時他忽然迷路，無法走出山林8。此時出現一頭白狗帶路，才得以走出山間，與吉備武彥在美濃國會合。
平定东国之后，日本武尊站在四阿岭上，望着东国想起了弟橘媛，三次叹息「吾妻はや」（我的妻子呀……）。有说法说在这之后该地区就被称为“吾妻”。
之後在尾張國停留一個多月，與宮簀媛結婚。
而後，日本武尊聽說近江國的五十葺山有荒神，於是再度徒步離家前去挑戰。途中遇到一條大蛇9，日本武尊以為是主神的使者，便跨過大蛇繼續前進，然而這條大蛇實際上是主神的化身。主神見他如此輕視，便召集天空雲朵匯集，降下冰雨，使他難以前行。日本武尊在大雨中勉強逃離山中，在山下飲泉水後才恢復神智，但這時他的身體已十分虛弱了。最後他回到尾張國，轉而到伊勢國，將蝦夷俘虜獻入伊勢神宮，不久便於褒野去世，得年三十歲。

## 脚註

### 出典
1. ↑  舍人親王. . 1669年  [2019年2月7日]. （原始内容存档于2020年11月8日）.
2. ↑  太安萬侶. . 前川茂右衞門. 1644年  [2019年2月7日]. （原始内容存档于2019年6月6日）.
3. ↑  伴信友（日语：伴信友）. . 東京: 國書刊行會（日语：国書刊行会 (1905-1922)）. 1909年  [2019年4月15日]. （原始内容存档于2019年6月10日）.
4. ↑  敷田年治. . 東京: 玄同会. 1895年12月  [2019年4月15日]. （原始内容存档于2019年6月2日）.
5. ↑  《古事記》中的稱呼。

## 相關連結
- 《風土記》衣袖漬常陸國風土記
- 《古事記》第十章　悲劇的王子——倭建命
- 《日本書紀》卷第七　景行天皇 成務天皇

## 参看
- 日本武尊 (电影)
- 熱田神宮